# Cantón La Concordia
El Cantón La Concordia es una municipalidad de la provincia de Santo Domingo de los Tsáchilas. Su cabecera cantonal es la ciudad de La Concordia.  Su población es de 51.386 habitantes, tiene una superficie de 325km2.  Su alcalde actual es Sandra Ocampo Heras. 
Anteriormente fue un cantón de la provincia de Esmeraldas, pero mediante una consulta popular el 5 de febrero de 2012 los concordenses acuden a las urnas a decidir si pertenecer a la provincia de Esmeraldas o la provincia de Santo Domingo de los Tsáchilas. Luego del proceso la decisión con más votos fue para la segunda en cuestión. La Asamblea Nacional de Ecuador el 31 de mayo de 2013 reformó el Estatuto del cantón legalizando su pertenencia a Santo Domingo de los Tsáchilas.

## Límites
- Al norte con los cantones Quinindé y Puerto Quito.
- Al sur: Parroquia San Jacinto del Búa, del cantón Santo Domingo y por otra parte, con la parroquia rural San Pedro de Suma, del cantón El Carmen, provincia de Manabí.
- Al este: Parroquia Valle Hermoso, del cantón Santo Domingo.
- Al oeste: Parroquia rural Chibunga, del cantón Chone, provincia de Manabí.

## División política
La Concordia tiene cuatro parroquias:

### Parroquias urbanas
- La Concordia (cabecera cantonal)

### Parroquias rurales
| # | Parroquia   | Cabecera parroquial | Pob aprox. (2022) | Fundación  |
| - | ----------- | ------------------- | ----------------- | ---------- |
| 1 | Monterrey   | Monterrey           | 7. 386            | 1966/28/08 |
| 2 | Plan Piloto | Plan Piloto         | 2. 293            | 2007/26/11 |
| 3 | La Villegas | La Villegas         | 4. 529            | 2007/26/11 |